# Cantone di Solliès-Pont
Il Cantone di Solliès-Pont è una divisione amministrativa dell'arrondissement di Tolone.
A seguito della riforma complessiva dei cantoni del 2014 è passato da 5 a 6 comuni.

## Composizione
Prima della riforma del 2014 comprendeva i comuni di:
- Belgentier
- La Farlède
- Solliès-Pont
- Solliès-Toucas
- Solliès-Ville

Dal 2015 comprende i comuni di:
- Belgentier
- Cuers
- La Farlède
- Solliès-Pont
- Solliès-Toucas
- Solliès-Ville